# Miklós Oláh

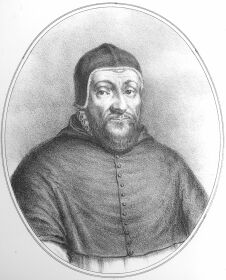
Erzbischof Miklós Oláh (Bildnis um 1555)

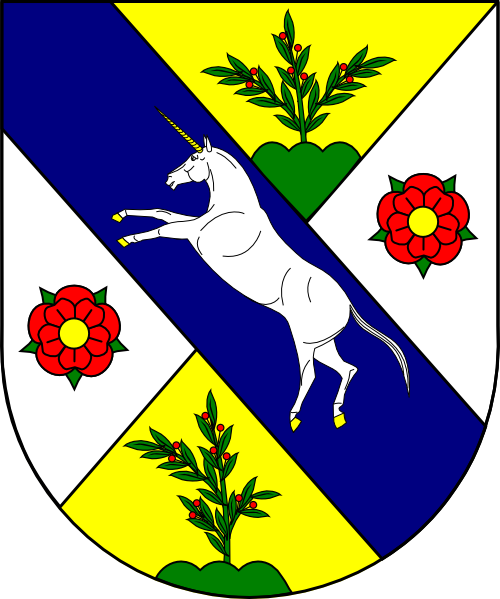
Wappenschild des Erzbischofs

Miklós Oláh (auch Nicolaus Oláh, Nikola Olah, Nicolaus Olahus oder Nikolaus Olahus, * 10. Januar 1493 in Hermannstadt; † 15. Januar 1568 in Nagyszombat) war ein ungarischer Erzbischof, Schriftsteller, Politiker und Theologe.

## Leben
1543 wurde er von Ferdinand I. zum königlichen Kanzler und Bischof von Zagreb (Agram) ernannt. 1548 wurde er Erzbischof von Erlau, 1554 Erzbischof von Gran, der 1563 Maximilian zum König von Ungarn krönte. Oláh war der erste Gegenreformator in Ungarn.

## Werke (Auswahl)
- Hungaria et Attila
- Nicolai Olahi metropolitae Strigoniensis Hungaria et Attila sive de originibus gentis regni Hungariae [...] emondato coniumctim editi.
- Genesis filiorum Regis Ferdinandi
- Ephemerides
- Brevis descriptio vitæ Benedicti Zerchsky